# Дніпровська балада
«Дніпровська балада» — український короткометражний фільм режисера Леоніда Мужука. Місця знімання: Київ, село Ромашки, село Букрин.

## Про фільм
Німецький меценат впродовж багатьох років займається оздоровленням чорнобильських дітей та час від часу приїжджає до села Ромашки неподалік Букринського плацдарму на могилу німецького солдата.
Мета фільму — пояснити замовчування радянською пропагандою військової операції «Букринський плацдарм», що мала місце під час боїв радянських і німецьких військ за Київ. Для сценарію також використано баладц про Дніпро, написану німцем-учасником боїв під Києвом Горстом Енгельгардтом. 
Фільм створений на студії «Укркінохроніка», у стрічці було використано матеріали Центрального кінофотоархіву ім. Пшеничного.

## Знімальна група
- Автор і режисер фільму: Леонід Мужук
- Оператор: Дмитро Санников
- Режисер монтажу: Володимир Пилипенко
- Монтаж: Степан Майковський, Галина Загороднюк
- Звукорежисер: Андрій Рогачов
- Композитор: Володимир Губа
- Асистенти режисера: Дарина Ніженець, Марія Гнатенко, Юрій Висоцький
- Заступник керівника знімальної групи: Сергій Захаров
- Перекладачі: Галина Бесслер, Світлана Родіонова, Марія Нагорна
- Редактор фільму: Олена Москаленко
- Керівник знімальної групи: Сергій Міранков
- Продюсер: Наталія Шевчук